# Relevanz
Relevanz (lat./ital.: re-levare „[den Waagebalken, eine Sache] wieder bzw. erneut in die Höhe heben“) ist eine Bezeichnung für die Bedeutsamkeit und damit sekundär auch eine situationsbezogene Wichtigkeit, die jemand etwas in einem bestimmten Zusammenhang beimisst. Das Wort ist der Bildungssprache zugeordnet und bezieht sich auf Einschätzungen und Vergleiche innerhalb eines Sach- oder Fachgebietes. Das Antonym Irrelevanz (Adjektiv: irrelevant) ist entsprechend eine Bezeichnung für Bedeutungslosigkeit im gegebenen Zusammenhang, umgangssprachlich vereinfacht auch für allgemeine Sinnlosigkeit oder Unwichtigkeit. Das Fremdwort für eine allgemeine, qualitativ messbare Wichtigkeit ist Importanz.
Das Wort „Relevanz“ ist im Deutschen seit dem 19. Jahrhundert belegt, seine heutige Bedeutung entwickelte sich im 20. Jahrhundert unter dem Einfluss des englischen relevant. Das Adjektiv relevant ist seit dem 17. Jahrhundert nachweisbar und soll aus der lateinischen Fügung relevantes articuli („berechtigte, beweiskräftige Argumente [im Rechtsstreit]“) entstanden sein. Die ursprüngliche Bedeutung war „schlüssig, richtig“. Im 20. Jahrhundert entwickelte sich, unter dem Einfluss des englischen relevant, die heutige Wortverwendung im Sinne von „bedeutungsvoll, wesentlich, [ge]wichtig“. Der Etymologie-Duden attestiert für die zweite Hälfte des 20. Jahrhunderts den Status eines „Modewortes“.

## Kommunikation
Als Terminus findet sich Relevanz heute in der deutschsprachigen Kommunikationswissenschaft. Die Aufmerksamkeit für eine Nachricht wird von der Neuigkeit, der formalen Auffälligkeit (Präsentation) und von der Relevanz der Inhalte für den Rezipienten beeinflusst. Rezipienten orientieren sich überwiegend an der Relevanz, die sie den Nachrichten zumessen. Bei der Einschätzung der Relevanz wird Alltagswissen über die behandelten Themen sowie die Einschätzung des jeweiligen Mediums, des Kommunikationsmittels, und seiner Arbeitsweise verwendet.
Der Kommunikationswissenschaftler Klaus Merten definiert Öffentlichkeit als Situation mit charakteristischen Elementen „die […] Diskurse anstößt zu […] Themen, die […] nach Relevanz behandelt werden […]“ und schreibt:
„[Die Öffentlichkeit] besitzt damit von Anfang an zwei politische Komponenten insofern, als die Behandlung von Themen [dort] nach Kriterien gesamtgesellschaftlicher Relevanz erfolgt und durch die dazu artikulierte Meinungsbildung die laufende Beobachtung von Graden der Zustimmung und Ablehnung zu dem jeweiligen Thema erlaubt.“

### Übereinstimmung der Relevanzsysteme nach Alfred Schütz
Nach der Generalthese der Reziprozität der Perspektiven von Alfred Schütz findet beim Menschen eine Idealisierung der Übereinstimmung der Relevanzsysteme statt, das heißt beim Versuch der Verständigung mit anderen Menschen können individuelle Unterschiede der Relevanzsysteme unbeachtet bleiben. Bei der Idealisierung treten also die Gemeinsamkeiten in den Relevanzsystemen hervor, sodass bei gegenseitiger Anwendung zwar keine vollständige, jedoch eine für die Kommunikation ausreichende Übereinstimmung der Relevanzsysteme entsteht.

## Quantitatives
In einigen quantitativen Wissenschaften, etwa in der physikalischen Theorie der Kritischen Phänomene, in der Sozio- und der Ökonophysik. wird der Begriff „Relevant“ mathematisch-streng benutzt, indem statt des realen Systems stark vereinfachte Modelle mit denselben relevanten Wechselwirkungen exakt gelöst werden, was nur für die vereinfachten Modelle möglich ist.
Es werden also Äquivalenzklassen verschiedener Modelle mit gleichem relevanten Verhalten gebildet und statt des realen Systems jeweils das einfachste Modell seiner Klasse exakt gelöst, was genau die relevanten Eigenschaften des realen Modells ergibt. Dabei wird in Kauf genommen, dass andere Eigenschaften, eben die „irrelevanten“, falsch herauskommen.

### Ein Beispiel
Das Beispiel betrifft das sog. kritische Verhalten gewisser physikalischer Systeme, kommt aber auch in der Soziophysik vor: Es werden gewisse Eigenschaften E eines großen Systems betrachtet, das von vielen Wechselwirkungskonstanten abhängt, symbolisch geschrieben durch eine Menge {\displaystyle {\boldsymbol {W}}}. Es werde vorausgesetzt, dass
- (erstens) das System auf einem unendlich ausgedehnten Graphen gegebener Dimension d definiert ist (z. B. auf einem dreidimensionalen Gitter), wobei

- (zweitens) die Wechselwirkungen eine gewisse Symmetrie SYM (z. B. Drehinvarianz) besitzen sollen, und wobei

- (drittens) die Reichweite RW  der Wechselwirkung endlich kurz oder unendlich lang, aber exponentiell oder stärker abfallend sein soll. Zusätzlich sollen die Eigenschaften des Systems von einem Parameter T abhängen, z. B. von der Temperatur, der einen sog. kritischen Wert besitzen soll, T=Tc. In der Nähe dieses Wertes gilt oft ein sog. Skalengesetz: In der Nähe des kritischen Parameters zerfällt die Gesamtheit der Wechselwirkungen aus verschiedenen Gründen in zwei Klassen, symbolisch geschrieben: {\displaystyle {\boldsymbol {W}}={\boldsymbol {W_{1}}}\otimes {\boldsymbol {W_{2}}},} wobei nur die erste Klasse, {\displaystyle {\boldsymbol {W_{1}}}}, „relevant“ ist, die zweite dagegen „irrelevant“.[6]

Das ergibt {\displaystyle E({\boldsymbol {W}})\cong c_{\pm }\cdot |T-T_{c}|^{x}+\dots ,} wobei die drei Punkte vernachlässigbare Terme bedeuten.
Dabei hängt der sog. „kritische Exponent“ {\displaystyle x} nur vom relevanten Teil der Wechselwirkungen ab, nämlich von der Dimension d, von ihrer Symmetrie SYM und von ihrer Reichweite RW. Die Vorfaktoren {\displaystyle c_{\pm }} hängen dagegen auch von allen sonstigen Einzelheiten der Wechselwirkung ab, sind oberhalb und unterhalb der kritischen „Temperatur“ verschieden, sind aber irrelevant. Denn „robust“, d. h. „ungeändert“, bleibt beim Übergang zu einem anderen System derselben „Universalitätsklasse“ nur der relevante Teil der Wechselwirkung. Der Vorfaktor vor dem Potenzgesetz ist dagegen irrelevant.